# 石巻市立北上小学校
石巻市立北上小学校（いしのまきしりつきたかみしょうがっこう）は、宮城県石巻市北上町十三浜にある公立小学校。

## 概要
2013年に旧北上町の3校が統合して誕生した。へき地等級2級に指定されている。

## 教育目標
ふるさとを愛し（北上愛）、豊かな知恵と心をもち
たくましく生きる児童の育成

## 沿革
- 2013年（平成25年）4月1日 - 石巻市立橋浦小学校（石巻市北上町長尾松崎1）、石巻市立吉浜小学校（石巻市北上町十三浜東田66）、石巻市立相川小学校（石巻市北上町十三浜字相川100番地）が橋浦小学校に統合され名称を石巻市立北上小学校として開校[1]
- 2020年（令和2年）3月10日 - 新校舎完成（石巻市北上町十三浜字小田93番地4）[4]し移転した。

## 学区
以下の通りである。
- 北上町橋浦
- 北上町長尾
- 北上町女川
- 北上町十三浜

## 進学先
- 石巻市立北上中学校

## 交通
JR気仙沼線BRT陸前戸倉駅から車で約25分

## 学区内の主な施設
- 石巻市立北上中学校
- 釣石神社
- 北上観光物産交流センター